# Fonction de contrôle
En économétrie et en statistique, une fonction de contrôle est une méthode permettant de corriger l'endogénéité. 
Par exemple, la méthode développée par James Heckman pour corriger le biais de sélection est apparentée à une méthode à fonction de contrôle.